# عراضة (نصار)
عراضة (بالفارسية: عراضه) هي قرية تقع في إيران في قسم نصار الريفي. يقدر عدد سكانها بـ 81 نسمة بحسب إحصاء 2016.